# Metro Cebu

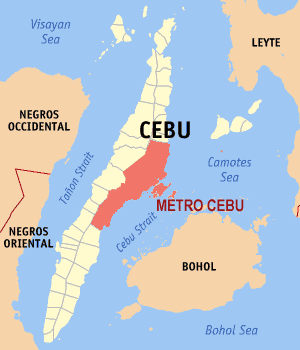
Metro Cebus läge i provinsen Cebu.

Metro Cebu (även Cebu Metropolitan Area) är Filippinernas näst största storstadsområde. Området täcker de centrala delarna av provinsen Cebu och breder ut sig runt centralorten Cebu City. Metro Cebu består av fem städer och åtta kommuner och hade totalt 2 314 897 invånare vid folkräkningen 2007.

## Komponenter
- Städer
  - Cebu City, Danao City, Lapu-Lapu City, Mandaue City, Talisay
- Kommuner
  - Carcar, Compostela, Consolacion, Cordoba, Liloan, Minglanilla, Naga, San Fernando